# Titularbistum Tubunae in Mauretania
Tubunae in Mauretania war eine antike Stadt in der römischen Provinz Mauretania Caesariensis im heutigen nördlichen Algerien, unmittelbar südlich der heutigen Stadt Barika.
Tubunae in Mauretania (ital.: Tubune di Mauritania) ist ein ehemaliges Bistum der römisch-katholischen Kirche und heute ein Titularbistum. 
| Titularbischöfe von Tubunae in Mauretania |                                                     |                                                     |                  |                   |
| Nr.                                       | Name                                                | Amt                                                 | von              | bis               |
| 1                                         | Isidore Klaus SMA                                   | Apostolischer Vikar von Goldküste (Goldküste )      | 4. März 1904     | 20. November 1905 |
| 2                                         | Francis John Brennan Titularerzbischof pro hac vice | Kurienerzbischof                                    | 10. Juni 1967    | 26. Juni 1967     |
| 3                                         | Luis Mario Martínez de Lejarza Valle SJ             | Weihbischof in Guatemala (Guatemala)                | 8. Januar 1968   | 8. April 1980     |
| 4                                         | Silvano Piovanelli                                  | Weihbischof in Florenz (Italien)                    | 28. Mai 1982     | 18. März 1983     |
| 5                                         | Giacomo Babini                                      | Weihbischof in Arezzo-Cortona-Sansepolcro (Italien) | 25. Juli 1987    | 7. Dezember 1991  |
| 6                                         | Hernán Alvarado Solano                              | Apostolischer Vikar von Guapi (Kolumbien)           | 13. Februar 2001 | 31. Januar 2011   |
| 7                                         | Peter Leslie Smith                                  | Weihbischof in Portland in Oregon (USA)             | 4. März 2014     |                   |